# Államok vezetőinek listája 1022-ben
Ezen az oldalon az 1022-ben fennálló államok vezetőinek névsora olvasható földrészek, majd országok szerinti bontásban.

## Európa
- Angol Királyság – II. Nagy Knut király (1016–1035)
- Areláti Királyság – III. Rudolf király (993–1032)
- Bizánci Birodalom – II. Baszileiosz császár (976–1025)
- Bretagne – III. Alan herceg (1008–1040)
- Dánia – II. Nagy Knut király (1018–1035)
- Duklja – I. Dobroszláv Vojiszláv herceg (1018–1051)
- Gascogne-i Hercegség (Nyugat-Frankföld vazallusa) – VI. Sancho herceg (1009–1032)
- Hispania –
  - Barcelonai Grófság – I. Görbe Berengár Rajmund gróf (1017–1035)
  - Kasztíliai Grófság – II. García gróf (1017–1029)
  - Córdobai Kalifátus – Jahja hammúdida kalifa (1021–1023)
  - Leóni Királyság – V. Nemeslelkű Alfonz király (999–1028)
    - Első portugál grófság – Ilduara Mendes grófnő (1017–1028) (I. Nuño portugál gróf felesége)

  - Pamplonai Királyság – III. Nagy Sancho király (1004–1035)
  - Pallars grófság –
    - Alsó Pallars grófság – III. Rajmund gróf (1011–1047)
    - Felső Pallars grófság – II. Vilmos gróf (1011–1035)

  - Ribagorça grófság –
  - A grófság megosztott területe felett hárman uralkodtak.
    - III. Nagy Sancho király (1018–1035)
    - Mayor García grófnő (1010–1025)
    - III. Rajmund gróf (1010–1025)
- Horvát Királyság – III. Krešimir király (1000–1030)
- Írország – 
  1. II. Mael Seachlainn főkirály (1014–1022)
  2. III. Donnchad főkirály (1022–1064)

  - Ailech – Flaithbertach Ua Néill király (1004–1031)
  - Connacht – Tadg in Eich Gil királya (1010–1030)
  - Uí Maine – Concobar mac Tadg Ua Cellaigh, Uí Maine királya (1014–1030)
  - Leinster – Augaire mac Dúnlainge király (1018–1024)
  - Munster – Dúngal Hua Donnchada király (1014–1025)
- Kaukázus
  - Grúz Királyság – I. György Bagrationi király (1014–1027)
  - Kaheti Hercegség – III. Kvirike herceg (1010–1037/1039)
  - Ani (Örményország) – III. Szempad király (1020–1040/1041)
- Kijevi Rusz – I. Bölcs Jaroszláv fejedelem (1019–1054)  
  - Polocki Fejedelemség – Brjacsiszláv Izjaszlavics fejedelem (1003–1044)
- Lengyelország – I. Vitéz Boleszláv király (992–1025)
- Magyar Királyság – I. István király (997–1038)
- Német-római Birodalom –
  - Német Királyság – IV. Szent Henrik német király (1002–1024)
    - Ausztria – Adalbert őrgróf (1018–1055)
    - Bajorország – V. Henrik herceg (1017–1026)
    - Csehország – Ulrik fejedelem (1012–1033)
    - Karintia – Adalbert herceg (1011–1035)
    - Kölni Választófejedelemség – Pilgrim érsek (1021–1036)
    - Lotaringia –
      - Alsó-Lotaringia – II. Gottfried herceg (1004–1023)
      - Felső-Lotaringia – I. Dietrich herceg (978–1026)
      - Fríziai grófság – III. Dirk holland gróf (993–1039)
      - Hainaut-i grófság – V. Reginár gróf (1013–1039)

    - Mainzi Választófejedelemség – Aribo érsek (1021–1031)
    - Meißeni Őrgrófság – I. Hermann őrgróf (1009–1031)
    - Svábföld – II. Ernő herceg (1015–1030)
    - Szászország – II. Bernát szász őrgróf (1011–1059)
    - Trieri Választófejedelemség – Poppo érsek (1016–1047)

  - Itáliai Királyság –
    - Amalfi Köztársaság – II. Sergius herceg (1007–1028)
    - Aquileia – Poppo pátriárka (1019–1045)
    - Beneventói Hercegség – III. Pandulf herceg (1012–1033); V. Pandulf herceg (1014–1033), társuralkodók
    - Capuai Hercegség – 
      1. II. Pandulf herceg (1007–1022)
      2. V. Pandulf herceg (1022–1026)

    - Gaetai Hercegség – V. János herceg (1012–1032)
Régensek: Gaetai Emilia (1012–1027), Gaetai II. Leo (1015–1024)
    - Milánó – Ariberto da Intimiano milánói érsek (1018–1045)
    - Nápolyi Hercegség – IV. Sergius herceg (1002–1036)
    - Salernói Hercegség – III. Guaimar herceg (994–1027)
    - Spoletói Hercegség – II. Hugó herceg (1020–1035)
    - Toszkána – Rainer őrgróf (1014–1027)
    - Velencei Köztársaság – Ottone Orseolo dózse (1009–1026)
- Norvégia – II. Szent Olaf király (1015–1028)
- Nyugat-Frankföld – Jámbor Róbert király (996–1031)
  - Angoulême-i grófság – IV. Vilmos gróf (988–1028)
  - Anjou grófság – III. Fekete Fulkó gróf (987–1040)
  - Aquitania – V. Nagy Vilmos herceg (993–1030)
  - Blois-i Grófság – II. Odo gróf (1004–1037)
  - Champagne – III. Odó gróf (1022–1037)
  - Flamand grófság – IV. Szakállas Balduin gróf (988–1035)
  - Maine-i grófság – I. Herbert gróf (1015–1032)
  - Namuri Őrgrófság – II. Róbert namuri gróf (1011–1031)
  - Normandia – II. Richárd herceg (996–1026)
  - Provence – III. Vilmos provence-i gróf (1014–1037)
  - Toulouse-i grófság – III. Vilmos toulouse-i gróf (978–1037)
  - Vermandois-i grófság – I. Ottó gróf (1015–1045)
- Pápai állam – VIII. Benedek pápa (1012–1024)
- Skót Királyság – II. Malcolm király (1005–1034)
- Svédország – 
  1. III. Kincses Olaf király (994–1021/1022)
  2. III. Anund király (1021/1022–1053)
- Wales
  - Deheubarth – Llywelyn ap Seisyll király (1018–1023)
  - Gwynedd – Llywelyn ap Seisyll király (1018–1023)
  - Powys – Llywelyn ap Seisyll király (999–1023)

## Afrika
- Egyiptom – Al-Záhir li-lzaz Din Alláh fátimida kalifa (1021–1036)
- Etiópia – Germa Szejum császár (999–1039)
- Hammádida Birodalom (Algéria) – Hammád szultán (1015–1028)
- Ifríkija – al-Muizz ibn Badisz zírida emír (1015–1062)
- Mukurra – Raphael király (999–1030)
- Marokkó (Tanger és a Ríf környéke) – Jahja hammúdida kalifa (1021-1023)

## Ázsia
- Abbászida Kalifátus
  - Uralkodó – al-Kadir (991–1031)
  - a hatalom tényleges birtokosa: – Szultán ad-Daula buvajhida főemír (1012–1023)
  - Perzsia
  - Uralkodó – Falak al-Maálí Manúcsihr Kábúsz zijárida uralkodó (1012–1031)
    - Fárszi Emírség – Szultán ad-Daula buvajhida emír (1012–1024)
    - Gorgán és Tabarisztán – Falak al-Maálí Manúcsihr Kábúsz zijárida emír (1012–1031)
    - Hamadán – Szamá ad-Daula buvajhida emír (1021-1023)
    - Transzoxánia – Manszúr karahánida kán (1017–1024)
    - Kermáni Emírség – Kivám ad-Daula buvajhida emír (1012–1028)
    - Rajj – Madzsd ad-Daula buvajhida emír (997–1029)
- Bizánci Birodalom – II. Baszileiosz császár (976–1025)
- Gaznavida Birodalom – Mahmúd szultán (998–1030)
- India
  - Csálukja – II. Dzsajaszimha király (1015–1042)
  - Csola – I. Rádzsendra Csola király (1012–1044)
  - Gudzsarát – I. Bhimdev király (1021–1063)
  - Kamarúpa – Harsapála király (1015–1035)
  - Malwa – Bhodzs (vagy Bhodzsa) király (1010–1060)
  - Manipur – Kainou Irengba király (983–1073)
  - Nyugat-Ganga – Rakkasza Ganga király (985–1024)
  - Pála Birodalom – Mahipála király (985–1036)
  - Pratihara – Trilocsanpala király (1018–1027)
- Japán – Go-Icsidzsó császár (1016–1036)
- Khmer Birodalom – I. Szurjavarman, Angkor királya (császára) (1006–1049)
- Kína – 
  1. Csen-cung, Szung császár (997–1022)
  2. Zsen-cung, Szung császár (1022–1063)
- Kitán Birodalom (Liao-dinasztia) – Seng Cung (Shengzōng) császár (982–1031)
- Korea (Korjo-dinasztia) – Hjondzsong király (1009–1031)